# Tunahan Taşçı
Muhammet Tunahan Taşçı (Nimega, 29 aprile 2002) è un calciatore olandese naturalizzato turco, attaccante del Konyaspor.

## Carriera

### Club
Cresciuto nei settori giovanili di Vitesse, N.E.C. e Ajax, il 30 agosto 2020 esordisce con la seconda squadra dei Lancieri, nella partita di Eerste Divisie persa per 0-4 contro il Roda JC. Rimasto svincolato dopo due stagioni trascorse con il club di Amsterdam, l'8 settembre 2021 viene tesserato dal Fortuna Sittard; dopo aver firmato il primo contratto professionistico con la società del Limburgo, il 2 ottobre 2022 debutta in Eredivisie, in occasione dell'incontro vinto per 2-0 contro il Volendam.

### Nazionale
Ha giocato nelle nazionali giovanili turche Under-17 ed Under-18.

## Statistiche

### Presenze e reti nei club
Statistiche aggiornate al 7 gennaio 2023.
| Stagione        | Squadra         | Campionato      | Campionato | Campionato | Coppe nazionali | Coppe nazionali | Coppe nazionali | Coppe continentali | Coppe continentali | Coppe continentali | Altre coppe | Altre coppe | Altre coppe | Totale | Totale |
| Stagione        | Squadra         | Comp            | Pres       | Reti       | Comp            | Pres            | Reti            | Comp               | Pres               | Reti               | Comp        | Pres        | Reti        | Pres   | Reti   |
| --------------- | --------------- | --------------- | ---------- | ---------- | --------------- | --------------- | --------------- | ------------------ | ------------------ | ------------------ | ----------- | ----------- | ----------- | ------ | ------ |
| 2020-2021       | Jong Ajax       | 1D              | 5          | 0          |                 | -               | -               |                    | -                  | -                  |             | -           | -           | 5      | 0      |
| 2022-2023       | Fortuna Sittard | ED              | 4          | 0          | CO              | 1               | 0               |                    | -                  | -                  |             | -           | -           | 5      | 0      |
| Totale carriera | Totale carriera | Totale carriera | 9          | 0          |                 | 1               | 0               |                    | -                  | -                  |             | -           | -           | 10     | 0      |